# Sargento Reginauro
Reginauro Sousa Nascimento (Fortaleza, 2 de abril de 1973), de nome político Sargento Reginauro, é sargento da reserva do Corpo de Bombeiros Militar do Estado do Ceará, educador, ator, diretor teatral e político brasileiro. Foi vereador de Fortaleza entre 2019 e 2022 e, desde então, exerce mandato de deputado estadual do Ceará filiado ao União Brasil, sendo o líder desse partido na assembleia. Também é primeiro suplente do senador Eduardo Girão.

## Biografia

### Juventude e formação
Nasceu em Fortaleza, Ceará, o mais novo dos quinze filhos de um operário e uma dona de casa. Ingressou no Corpo de Bombeiros Militar do Estado do Ceará em 1995.
Em 12 de fevereiro de 2004, ao lado do então empresário e amigo Eduardo Girão, fundou a Associação Estação da Luz, entidade sem fins lucrativos sediada no município de Eusébio, na Região Metropolitana de Fortaleza que atua junto a jovens de comunidades carentes. Através de sua atuação na entidade, tornou-se ator, diretor e dramaturgo pelo Grupo Espírita de Teatro Leopoldo Machado. Posteriormente, atuou também em produções do cinema nacional: Shaolin do Sertão (2016) e Cine Holliúdy I e II (2013 e 2019).
Graduou-se em educação física pela Faculdade Integrada do Ceará (atual Centro Universitário Estácio do Ceará) em 2008, com ênfase nas áreas de educação física escolar, recreação, motricidade humana, jogos, educação ambiental, primeiros socorros, metodologia e didática. Em 2013, obteve o mestrado em Educação pela Universidade Federal do Ceará. Foi professor da Academia Estadual de Segurança, na disciplina de Atendimento Pré-Hospitalar, e professor convidado do Centro Universitário Vale do Jaguaribe, na Pós-Graduação em Educação Física Escolar.

### Carreira política
Incorporou-se à política por associar-se ao capitão Wagner de Sousa Gomes, oficial da reserva da Polícia Militar, que, entre setembro de 2011 e janeiro de 2012, ocupou assento na Assembleia Legislativa do Ceará como suplente da deputada Fernanda Pessoa. Wagner foi um dos líderes da greve histórica dos agentes de segurança pública ocorrida nos dois últimos meses de seu mandato. Reginauro também teve atuação destacada na paralisação, como porta-voz do Corpo de Bombeiros.
Em 2014, Reginauro foi coordenador de campanha do capitão — o qual vencera as eleições municipais de 2012 como o vereador mais votado de Fortaleza — a deputado estadual. Ele próprio  disputou as eleições de 2016 para vereador pelo Partido da República (PR), porém sem êxito, obtendo 4.161 votos. Em fevereiro de 2019, todavia, assumiu mandato na Câmara Municipal de Fortaleza em substituição ao Soldado Noélio, que fora eleito deputado estadual. Em agosto de 2020, às vésperas da campanha eleitoral, Reginauro teve que se afastar de suas funções para tratar de um linfoma não-Hodgkin. Concorreu à vereança mesmo assim, embora sem poder participar da campanha, realizada por apoiadores, pois, devido à gravidade de seu estado, teve que fazer seu tratamento internado em hospital particular, e foi eleito com 5.242 votos pelo Partido Republicano da Ordem Social (Pros). Compareceu à cerimônia de posse, em 1 de janeiro de 2021, mas teve que se ausentar novamente para conclusão do tratamento, ocorrido em maio, após um transplante de medula óssea com utilização de suas próprias células-tronco. Pedro Matos, seu primeiro suplente, esteve como seu substituto por 120 dias.
Nas eleições de 2022, candidatou-se a deputado estadual pelo União Brasil (UB) e foi eleito com 41.635 votos. Assim como na Câmara Municipal, Reginauro continua a fazer parte da oposição. São matérias de seu interesse, principalmente, ações sociais, segurança pública, acessibilidade, meio ambiente e direitos das mulheres. Atualmente é líder de seu partido na Assembleia Legislativa e o primeiro suplente do Senador Eduardo Girão.

### CPI do Motim
Reginauro sucedeu Capitão Wagner, quando este se elegeu a deputado estadual em 2014, como presidente da Associação dos Profissionais de Segurança (APS), entidade criada pelo policial militar em setembro de 2012 como consequência da paralisação dos policiais e bombeiros militares. Reginauro permaneceu no cargo até pedir exoneração em fevereiro de 2020, em meio a uma nova crise de segurança pública no Cearás.
Em julho de 2022, Reginauro foi indiciado por seu envolvimento na greve em relatório produzido pela Comissão Parlamentar de Inquérito criada pela Assembleia Legislativa do Ceará para investigar a nova paralisação. O relator da comissão foi o então deputado Elmano de Freitas, que, nas eleições daquele ano, venceu a campanha para governador. Soldado Noélio, aliado de Reginauro, foi o único membro da comissão a desaprovar o relatório. Reginauro reagiu acusando a comissão de ter cometido abusos com a intenção de atingir a oposição com narrativas meramente políticas. Em setembro do mesmo ano, tornou-se réu em processo movido pelo Ministério Público, no qual é denunciado elos crimes militares de motim, incitamento, aliciação para motim, omissão de lealdade e inobservância de lei, regulamento ou instrução.